# 3569 Kumon
3569 Kumon је астероид главног астероидног појаса чија средња удаљеност од Сунца износи 2,590 астрономских јединица (АЈ).
Апсолутна магнитуда астероида је 12,7.